# 飛魚四
飛魚座κ，又名CP-71 677，HD 71046、SAO 256497、HR 3301，是飛魚座的一颗恒星，视星等为5.37，位于銀經284.83，銀緯-19.05，其B1900.0坐标为赤經8h 20m 6.5s，赤緯-71° -19.05′ 47″。